# 이장군
이장군(李張君, 1992년 11월 6일 ~ )은 대한민국의 카바디 선수이다.

## 학력
- 광일초등학교 (졸업)
- 덕원중학교 (졸업)
- 혜광고등학교 (졸업)
- 동의대학교 (체육학, 학사)
- 동아대학교 (체육교육학, 석사)

## 출연 작품

### 텔레비전 프로그램
- 2021년 《뭉쳐야 찬다 3》 - 고정 출연 (2021년8월8일 ~ 현재)
- 2023년 MBN 《국가가 부른다》 - 게스트
- 2023년 KBS2 《살림하는 남자들》 - 고정출연 (2023년 7월 29일 ~ 2023년8월26일)

## 가족관계
- 배우자
  - 이영희 (2023년 5월 20일 ~ 현재)